# Chaumontois
 (septembre 2010).
Si vous disposez d'ouvrages ou d'articles de référence ou si vous connaissez des sites web de qualité traitant du thème abordé ici, merci de compléter l'article en donnant les références utiles à sa vérifiabilité et en les liant à la section « Notes et références ».
Le Chaumontois, littéralement en latin pagus calvomontensis, est un pays gallo-franc qui correspond à la large moitié orientale de l'ancienne cité des Leuques ou civitas leucorum. Ce pays administré par un comes ou comites, c'est-à-dire un comte royal est attesté dans les actes diplomatiques au haut Moyen Âge. Sa caractéristique principale, expressément dénommée, est le voisinage de chaumes montagnardes ou pâturages de hauteur, source de revenus publiques par admodiation, lieu de migration estival. Son chef-lieu est aujourd'hui inconnu, il pourrait se trouver dans l'ancien village de Chaumont ou près de Saint-Dié à l'emplacement de l'ancien château de Chaumont.
Le terme en désuétude prend après le XIVe siècle le sens de bon pays ouvert de plaine à proximité des chaumes et des montagnes à la réputation austère.

## Étymologie
Pagus calvomontensis vite altéré en Pagus calmontensis désigne le pays des monts chauves, c'est-à-dire non chevelu au sens de dépourvu d'arbres de tailles conséquentes. Le latin médiéval n'apparaît pourtant pas pertinent pour expliquer ce nom qui remonte à l'antique monde gallo-romain, probablement au premier Empire.
L'explication du nom en liaison originelle avec la chaîne des Vosges est d'abord formulée par Thierry Alix de Véroncourt, président de la chambre des comptes du duché de Lorraine sous le règne de Charles III. Cette explication de l'homme d'État lorrain qui actualise en son temps la carte des grandes chaumes ne satisfait nullement pléthore d'érudits au XVIIIe siècle et XIXe siècle.

## Géographie et ancienneté
D'un point de vue géographique, il est difficile de comprendre le rattachement à un pays de monts chauves ou de chaumes la large moitié orientale de la cité des Leuques, c'est-à-dire les Belges orientaux romanisés de Toul. Ce vieux pays comprend la région de Nancy, de Saint-Nicolas-de-Port, de Lunéville et de Baccarat au sud du Saulnois, mais aussi plus logiquement la moitié orientale du département des Vosges, caractérisée par les hautes vallées de la Meurthe  et de Moselle. Il faut supposer une lointaine économie pastorale commune à ces contrées impliquant des migrations saisonnières des troupeaux vers les estives vosgiennes.

## Histoire
Le Chaumontois est à l'origine un pagus de la provincia Belgica crée sous l'autorité impériale d'Auguste avant le Ier siècle. Il fixe après 90/95 une fraction de la frontière entre d'une part la Gaule belgique et d'autre part la Germanie supérieure à l'est, la Gaule lyonnaise au sud. Fixée par les délimitations héritées des cités existantes, la ligne frontalière suit souvent, artifice d'arpentage commode, une ligne de crête délimitant les bassins versants.
Ce pays appartient sous Dioclétien après 297, à la Belgica prima délimitée par les vastes pagi du Saulnois au nord et Xaintois (Saintois) à l'ouest. Au second Empire Romain, le Chaumontois étend la Belgica prima au contact de la Germania prima (Rhénanie moyenne gouvernée de Mayence). Son extension à la Vôge, frange méridionale marginale est en partie assurée.
Le pagus et comté de Chaumontois est intégré dans la Mosellane, division autonome vague héritière de la Belgica prima, province disparue avec le retrait des légions au début du IVe siècle. Le comté du Chaumontois après la bataille des Champs Catalauniques repoussant les hordes barbares du Hun Attila forme une bande frontière, marche militaire des Francs :
- d'une part avec le royaume de Burgondie à l'est et au sud ;
- d'autre part à l'Alémanie au nord et à l'est.

Ce premier royaume rendu légendaire par les Nibelungen glisse vers le sud après 455, laisse sa place à l'Alémanie dont la partie occidentale en deçà du Rhin devient l'Alsace après l'affirmation des conquêtes franques tout en permettant la création ultérieure de la grande Bourgogne.
Arches en aval de Remiremont a joué un grand rôle dans l'administration mérovingienne du Chaumontois, territoire aux frontières mouvantes et amputée précocement en son sein de terres domaniales placées sous immunité royale et de réserves forestières ou foresta, surtout après l'émancipation religieuse des terres de Romaric et la multiplication vers 640/660 de biens du fisc confiés à des bans chrétiens singuliers reconnus par diplômes régaliens. L'évêché de Toul en régression spirituelle et temporelle pendant les guerres civiles et les minorités austrasiennes connaît une perte d'hégémonie qui s'accentue de l'an 670 avant d'être entravé par le pouvoir protecteur de Pépin le Moyen après 690.
À l'époque carolingienne de vastes pans de foresta sont réservés au souverain ou à des nobles abbayes bénédictines sous contrôle impérial. Le diocèse de Toul est divisé en huit pagi qui sont mieux connus qu'aux temps mérovingiens :
- (pagus) Tullensis (du chef-lieu religieux Tullum ou Toul) ;
- (pagus) Suentensis (Saintois ou Xaintois primitif déjà remanié qui aura comme capitale Mirecourt) ;
- pagus Calvomontensis (sans doute le plus vaste géographiquement et le plus important politiquement car il garde expressément le nom de pagus) ;
- (pagus) Solocensis (commandé initialement depuis le chef-lieu Soulosse ) ;
- (pagus) Ordornensis (qualifié par la rivière Ordor et sa vallée) ;
- (pagus) Bedensis (commandé initialement depuis le chef-lieu Bedo à l'origine de la gens Bodo(nis)) ;
- (pagus) Barrensis (par allusion à une dépendance de Bar) ;
- une fraction du (pagus) Scarponensis (commandé initialement depuis le chef-lieu  Scarpone).

Les comtes carolingiens, véritables magistrats des pagi, peuvent gouverner chacun une moitié, un ou plusieurs pays. Un pouvoir royal fort peut les nommer et les révoquer et les successeurs à la charge comtale ne semblent pas être apparentés. Si le pouvoir est faible, des dynasties appuyés sur un pouvoir religieux ou militaire parallèle apparaissent. En Chaumontois, les historiens connaissent les comtes Étienne en 895 et Hughes en 910, le premier ayant été révoqué en 897 par Zwentibold.
Épinal émerge tardivement au Xe siècle alors que l'église régalienne ottonienne affirme ses prérogatives. Acteur majeur sur le comté du Chaumontois, territoire temporel à gérer au même titre que les réserves forestières et les biens du fisc confiés à une gestion banale supervisée par les monastères carolingiens en désaffection, l'évêché de Metz allié à l'abbaye de Gorze s'impose. Le comte s'il subsiste n'est qu'un simple receveur fiscal et un officier d'administration. Un grand perdant qui ne reste pourtant point inactif est l'évêque de Toul, à l'image de l'évêque Gérard soucieux d'y réaffirmer ses droits dans les grands bans religieux.
L'entreprenant évêque de Metz Thierri implanté à Rambervillers et à Senones obtient à Épinal une concession de marché et un atelier monétaire. Il construit un bourg castral à mi-pente entre Moselle et la colline du château. Adalbéron II son successeur rénove le château spinalien, faisant du lieu une de ses résidences principales ou sedes episcopalis au gré de son itinéraire saisonnier. Mieux l'évêque affirme une nécessaire présence sacrée au voisinage des autres sanctuaires vosgiens par la création d'un monastère féminin, dédié à Saint Goery qui obtient une immunité impériale en octobre 1003. Droit de pêche et marché sont attachés au monastère créé qui possède d'emblée une liberté d'élection de l'abbesse et un libre choix de l'avoué.
Au XIe siècle, le centre spinalien du comté tombe en déclin et n'est plus qu'un relais politique secondaire. Alors que l'affirmation ducale en Lorraine tend à effacer les anciennes subdivisions comtales sur le long terme, l'établissement de la résidence capitale à Nancy entérine l'importance sous-jacente de l'ancienne structure chaumontoise. Le cœur du domaine propre de la famille de Gérard d'Alsace se situe en Xaintois dont une partie revient à la branche cadette de Vaudémont. Mais le duc ne serait qu'un faible personnage politique s'il ne possédait pas l'essentiel du contrôle des droits régaliens sur le Chaumontois parfois largement étendu vers l'Alsace. Le tardif choix nancéïen et de la vallée de la Meurthe apparaissent alors d'une manière surprenante en continuité d'une évolution capitale du Chaumontois au sein de l'Empire contrôlée par la maison souabe et ses alliés. Pays crucial pour la genèse d'un pouvoir politique, un des plus vaillants de la Lorraine médiévale.

## Évolution médiévale tardive
L'appellation administrative de l'ancienne Mosellane devenue au Xe siècle Haute Lohereine devient caduque. Le morcellement des pouvoirs lorrains au XIIe siècle a gommé sa cohérence apparente. Le bailliage des Vosges s'impose à la fin du XIIIe siècle sous Ferry III et ses successeurs à la tête du modeste duché. Mais si ce grand échelon administratif comporte en outre une partie méridionale du Saintois et une minuscule part du Soulossois, il n'inclut pas les terres d'églises, comme Saint-Dié, Moyenmoutier, Remiremont...
L'appellation banale de Chaumontois évolue ensuite en un sens plus incertain après l'apparition des petits pays de la Lorraine. Un domaine en Chaumontois finit par désigner paradoxalement une bonne propriété avec des terres à bleds et à fruits sur le piémont des Vosges ou de la Vôge, bref en bon pays de plaine. Il est vrai que le Chaumontois une fois dépouillé de ses foresta et autres espaces aérés des grands bans montagnards ne possède aucune montagne et se cantonne à quelques contrées de plaine. Il est possible que le sens ait évolué avec la confusion du sens de chaume. En montagne, les chaumes signifient les pâturages estivaux admodiés suivant des règles précises. En plaine, elles indiquent les pacages ouverts sur une saison après la moisson.